# Omomys
Omomys és un gènere extint de primats de la família dels omòmids que visqueren a Nord-amèrica durant l'Eocè, fa entre 37 i 54,9 milions d'anys. Se n'han trobat restes fòssils al Canadà i els Estats Units. Devien ser quadrúpedes arborícoles i nocturns amb un estil de vida actiu. L'anatomia de l'isqui fa pensar que eren bons saltadors. La morfologia de les dents molars indica que devien consumir quantitats considerables d'insectes. El nom genèric Omomys significa ‘ratolí espatlla’, possiblement en referència a la forma de la cresta basal que presenten les dents premolars.